# عینک دودی (فیلم ۲۰۲۲)
عینک دودی یا عینک سیاه (به ایتالیایی: Occhiali neri) یک فیلم جالو محصول سال ۲۰۲۲ سینمای ایتالیا به کارگردانی داریو آرجنتو با بازی ایلنیا پاستورلی و آزیا آرجنتو است.

## انتشار فیلم
«عینک دودی» محصول مشترک بین‌المللی ایتالیا و فرانسه در هفتاد و دومین جشنواره بین‌المللی فیلم برلین در ۱۱ فوریه ۲۰۲۲ به نمایش درآمد. در ۲۴ فوریه ۲۰۲۲ در سینماهای ایتالیا اکران شد. تیزر تریلر این فیلم در ۸ فوریه ۲۰۲۲ منتشر شد. یک تریلر کامل در ۱۰ فوریه منتشر شد.

## داستان
دایانا، زن جوانی که بینایی خود را از دست داده‌است، با کمک یک پسر بچه چینی شخصی که به دنبالش است را پیدا می‌کند. آنها با هم یک قاتل خطرناک را در تاریکی شهرهای ایتالیا ردیابی خواهند کرد.

## بازخوردها
در وب‌سایت جمع‌آوری نقد راتن تومیتوز، این فیلم بر اساس ۲۱ نقد ۷۱٪ با میانگین امتیاز ۵٫۳ از ۱۰ تأیید شده‌است.